# 2MASS J04210718-6306022
2MASS J04210718-6306022 ist ein Brauner Zwerg im Sternbild Netz. Er wurde 2007 von Kelle L. Cruz et al. entdeckt. Er gehört der Spektralklasse L4 an.